# Vadcseresznye

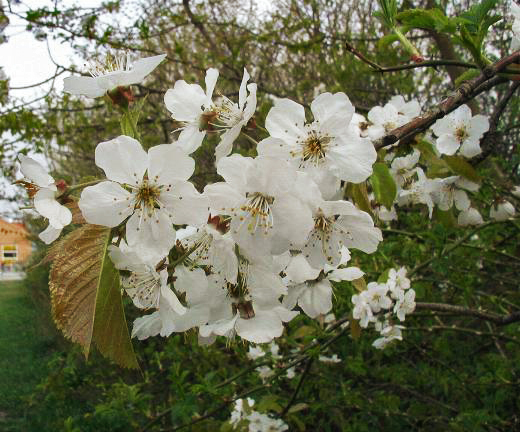
Vadcseresznye

A vadcseresznye, népies nevén madárcseresznye vagy egyszerűen cseresznyefa (Prunus avium) egész Európában elterjedt, őshonos fafaj, de az északi területeken ritkábban fordul elő. Telt virágú fajtáit díszfaként termesztik .

## Jellemzői
A vadcseresznye 15–30 m magasra is megnövő lecsüngő ágú fa. Törzsének átmérője a másfél métert is elérheti. A fiatal példányok csúcsdominanciája erős, az így kialakuló kúpszerű lombozat később legömbölyödik. Gyorsan növő, viszonylag rövid életű (~80 év) faj. Fényes, vöröses barna kérge vékony, vízszintes csíkokban hámlik. Levelei szórt állásúak, elliptikusak, fűrészes szélűek. Lombhullató, a levelek ősszel narancssárgára, rózsaszínre vagy vörösre színeződnek lehullás előtt. A levélnyélen a levélváll közelében két vöröslő mirigyszemölcs található. Kétivarú virágai a lombfakadás előtt nyílnak 2-5 tagú csomókban, fehérek, hosszú kocsányon lógnak, ötszirmúak. A virágokat méhek porozzák be. Gyümölcse apró, előbb sárga, majd élénkpiros színre érik be. A termésen kívül a növény minden része enyhén mérgező, cianogén glikozidokat tartalmaz.

## Felhasználása
Felhasználható: cukrozva nyersen, süteményekbe, tortákba, befőttekbe (kompótokba) stb. Mandulával keverve a cherry brandy alapanyaga, de gyümölcsbort is készítenek belőle.
A gyümölcsükért termesztett cseresznyefajták nagyobb gyümölcsöt adnak, édesebbek, jobban színezettek és savtartalmuk is kevesebb, mégis érdemes gyűjteni, mert más jelleget, ízt ad az ételnek.

## Fajták, változatok
- P. avium var. juliana – szívcseresznye
- P. avium var. duracina – ropogós cseresznye

### Díszfaként
- P. avium ’Plena’ – hófehér telt virágú, az alapfaj virágzása után néhány héttel kezd nyílni. [1]

## Ökológiai jellemzők
Mérsékelten melegigényes, fényigényes, mezofil (közepes vízigényű), neutrofil (a semleges kémhatású talajokat kedveli).

## Élőhely, előfordulás
Magyarországon szinte bármilyen domborzati viszonyok közt megtalálható, bár az alföldeket kevésbé kedveli. Gyertyános-tölgyesek társulásában gyakran megtalálható. E növényfaj előfordul a Bükk-vidéken.

## Fája
Fája szép pirosas színű, közepesen kemény, értékes.